# Pseudolophozia debiliformis
Pseudolophozia debiliformis là một loài Rêu trong họ Lophoziaceae. Loài này được (R.M. Schust. & Damsh.) Konstant. & Vilnet mô tả khoa học đầu tiên năm 2009.